# Mistrzostwa Polski w Kajakarstwie 2024
87. Mistrzostwa Polski seniorów w kajakarstwie – odbyły się w Bydgoszczy w dniach 7 – 9 czerwca 2024. 

## Medaliści

### Mężczyźni

#### Kanadyjki
| Konkurencja | Złoto                                                                                         | Czas     | Srebro                                                                      | Czas     | Brąz                                                                               | Czas     |
| C-1 200 m   | Oleksii Koliadych (Admira Gorzów Wlkp.)                                                       | 39.86    | Aleksander Kitewski (Cresovia Białystok)                                    | 40.71    | Michał Łubniewski (AZS Politechnika Opolska)                                       | 41.87    |
| C-1 500 m   | Norman Zezula (Zawisza Bydgoszcz)                                                             | 1:51.03  | Juliusz Kitewski (Zawisza Bydgoszcz)                                        | 1:52.02  | Kacper Sieradzan (Wiskord Szczecin)                                                | 1:54.61  |
| C-1 1000 m  | Wiktor Głazunow (AZS-AWF Gorzów Wlkp.)                                                        | 3:54.31  | Łukasz Witkowski (Posnania)                                                 | 3:56.72  | Adrian Kłos (Astoria Bydgoszcz)                                                    | 3:58.02  |
| C-1 5000 m  | Eryk Wilga (Warta Poznań)                                                                     | 26:38.43 | Kyryło Krasinskyi (Admira Gorzów Wlkp.)                                     | 27:02.55 | Łukasz Witkowski (Posnania)                                                        | 27:18.73 |
| C-2 200 m   | Gracjan Michalak Krystian Hołdak (AZS-AWF Poznań)                                             | 38.09    | Arsen Śliwiński Michał Łubniewski (AZS Politechnika Opolska)                | 38.47    | Roman Chokov Kacper Filipczak (Posnania)                                           | 40.43    |
| C-2 500 m   | Arsen Śliwiński Michał Łubniewski (AZS Politechnika Opolska)                                  | 1:40.39  | Juliusz Kitewski Norman Zezula (Zawisza Bydgoszcz)                          | 1:41.63  | Gracjan Michalak Krystian Hołdak (AZS-AWF Poznań)                                  | 1:41.13  |
| C-2 1000 m  | Krystian Hołdak Gracjan Michalak (AZS-AWF Poznań)                                             | 3:50.59  | Oleksii Koliadych Kyryło Krasinskyi (Admira Gorzów Wlkp.)                   | 3:54.35  | Roman Chokov Kacper Filipczak (Posnania)                                           | 3:55.83  |
| C-4 500 m   | KU AS Politechnika Opolska Mateusz Borgieł 'Michał Łubniewski Arsen Śliwiński Mateusz Zuchora | 1:40.30  | AZS-AWF Poznań Tomasz Barniak Gracjan Michalak Krystian Hołdak Piotr Kujawa | 1.42.70  | AZS-AWF Poznań Mateusz Cybula Kacper Grzelski Robert Chirilenco Maurycy Szmajter   | 3:30.63  |
| C-4 1000 m  | AZS-AWF Poznań Tomasz Barniak Gracjan Michalak Krystian Hołdak Robert Chirilenco              | 3:27.42  | AZS-AWF Poznań Mateusz Cybula Kacper Grzelski Piotr Kujawa Maurycy Szmajter | 3:30.63  | Zawisza Bydgoszcz Eryk Baczyński Krystian Krzyżanowski Kamil Tymek Julian Kitewski | 3:32.55  |

#### Kajaki
| Konkurencja | Złoto                                                                                      | Czas     | Srebro                                                                                     | Czas     | Brąz                                                                                | Czas     |
| K-1 200 m   | Sławomir Witczak (Energetyk Poznań)                                                        | 35.38    | Przemysław Korsak (Silvant Kajak Elbląg)                                                   | 35.47    | Mikołaj Walulik (Posnania)                                                          | 36.26    |
| K-1 500 m   | Alex Borucki (KKW 1929 Kraków)                                                             | 1:38.70  | Sławomir Witczak (Energetyk Poznań)                                                        | 1:38.87  | Wiktor Leszczyński (MKS Czechowice-Dziedzice)                                       | 1:38.94  |
| K-1 1000 m  | Rafał Rosolski (Dojlidy Białystok)                                                         | 3:36.30  | Przemysław Rojek (Silvant Kajak Elbląg)                                                    | 3:38.46  | Jarosław Kajdanek (Energetyk Poznań)                                                | 3:38.93  |
| K-1 5000 m  | Rafał Rosolski (Dojlidy Białystok)                                                         | 23:42.91 | Jarosław Kajdanek (Energetyk Poznań)                                                       | 23:52.18 | Mateusz Kubalski (GPower Gorzów Wlkp.)                                              | 23:54.11 |
| K-2 200 m   | Mikołaj Walulik Wojciech Tracz (Posnania)                                                  | 33.30    | Bartosz Grabowski Antoni Łapczyński (OKSW Olsztyn)                                         | 34.01    | Piotr Morawski Michał Bil (AZS Politechnika Opolska)                                | 34.45    |
| K-2 500 m   | Wiktor Leszczyński Wojciech Pilarz (MKS Czechowice-Dziedzice)                              | 1:31.15  | Alex Borucki Marcel Meus (KKW 1929 Kraków)                                                 | 1:33.34  | Kacper Jastrząb Mikołaj Kaźmierczak (Zryw Wolsztyn)                                 | 1:34.30  |
| K-2 1000 m  | Piotr Morawski Wiktor Żarski (KU AZS Politechnika Opolska)                                 | 3:21.14  | Jakub Gawłowski Mateusz Kubalski (GPower Gorzów Wlkp.)                                     | 3:22.47  | Damian Liskowiak Mateusz Nieborak (Zryw Wolsztyn)                                   | 3:23.99  |
| K-4 500 m   | UKS Silvant Kajak Elbląg Przemysław Korsak Igor Komorowski Przemysław Rojek Adam Witkowski | 1:22.89  | MKS Czechowice-Dziedzice Dawid Byrdek Dominik Starowicz Wojciech Pilarz Wiktor Leszczyński | 1:24.29  | Posnania Marcin Nowacki Wojciech Tracz Mikołaj Walulik Igor Płaczek                 | 1:24.92  |
| K-4 1000 m  | Admira Gorzów Wlkp. Tomasz Burko Wojciech Ratajczak Norbert Midloch Piotr Szymczak         | 3:05.48  | MKS Czechowice-Dziedzice Dawid Byrdek Jan Paszek Valerii Vichev Dominik Starowicz          | 3:07.62  | Zryw Wolsztyn Damian Liskowiak Kacper Jastrząb Mikołaj Kaźmierczak Mateusz Nieborak | 3:08.00  |

### Kobiety

#### Kajaki
| Konkurencja | Złoto                                                                                       | Czas     | Srebro                                                                                  | Czas     | Brąz                                                                           | Czas     |
| K-1 200 m   | Dominika Putto (Zawisza Bydgoszcz)                                                          | 41.09    | Katarzyna Kołodziejczyk (Zawisza Bydgoszcz)                                             | 42.13    | Marta Walczykiewicz (KTW Kalisz)                                               | 43.19    |
| K-1 500 m   | Dominika Putto (Zawisza Bydgoszcz)                                                          | 1:50.19  | Anna Puławska (AZS AWF Gorzów Wlkp.)                                                    | 1:50.33  | Karolina Naja (Posnania)                                                       | 1:50.60  |
| K-1 1000 m  | Justyna Iskrzycka (AZS-AWF Katowice)                                                        | 3:59.63  | Karolina Naja (Posnania)                                                                | 4:02.57  | Zuzanna Błażejczak (Włókniarz Chełmża)                                         | 4:05.85  |
| K-1 5000 m  | Marta Walczykiewicz (KTW Kalisz)                                                            | 26:04.83 | Zuzanna Błażejczak (Włókniarz Chełmża)                                                  | 26:06.66 | Magdalena Szczęsna (Jezioro Tarnobrzeg)                                        | 27:10.22 |
| K-2 200 m   | Katarzyna Kołodziejczyk Sandra Ostrowska (Zawisza Bydgoszcz)                                | 39.80    | Julia Górska Julia Krajewska (Zawisza Bydgoszcz)                                        | 39.88    | Aleksandra Dąbrowska Dominika Zimnoch (Dojlidy Białystok)                      | 40.99    |
| K-2 500 m   | Sandra Ostrowska Helena Wiśniewska (Zawisza Bydgoszcz)                                      | 1:43.87  | Martyna Jaskólska Weronika Marczewska (Kopernik Bydgoszcz)                              | 1:46.09  | Karolina Naja Wiktoria Loba (Posnania)                                         | 1:46.33  |
| K-2 1000 m  | Weronika Marczewska Martyna Jaskólska (Kopernik Bydgoszcz)                                  | 3:55.82  | Zuzanna Błażejczak Zofia Więcławska (Włókniarz Chełmża)                                 | 3:56.79  | Aleksandra Dąbrowska Dominika Zimnoch (Dojlidy Białystok)                      | 4:02.33  |
| K-4 500 m   | Zawisza Bydgoszcz Sandra Ostrowska Helena Wiśniewska Katarzyna Kołodziejczyk Dominika Putto | 1:39.49  | Kopernik Bydgoszcz Martyna Jaskólska Weronika Marczewska Sandra Zabel Milena Włodarczyk | 1:41.47  | KKW 1929 Kraków Joanna Kurpan Oliwia Borucka Adrianna Kąkol Aleksandra Szeliga | 1:44.15  |

#### Kanadyjki
| Konkurencja | Złoto                                                      | Czas     | Srebro                                             | Czas     | Brąz                                               | Czas     |
| C-1 200 m   | Dorota Borowska (Posnania)                                 | 48.34    | Katarzyna Szperkiewicz (AZS-AWF Poznań)            | 49:19    | Sylwia Szczerbińska (Cresovia Białystok)           | 49.81    |
| C-1 500 m   | Sylwia Szczerbińska (Cresovia Białystok)                   | 2:11.43  | Patrycja Mendelska (AZS-AWF Poznań)                | 2:15.15  | Julia Walczak (OKSW Olsztyn)                       | 2:15.63  |
| C-1 5000 m  | Paulina Grzelkiewicz (Warta Poznań)                        | 31:00.70 | Ewelina Antos (AZS-AWF Poznań)                     | 31:22.01 | Julia Walczak (OKSW Olsztyn)                       | 31:52.26 |
| C-2 200 m   | Patrycja Mendelska Katarzyna Szperkiewicz (AZS-AWF Poznań) | 45:58    | Sylwia Szczerbińska Kaja Lach (Cresovia Białystok) | 47.13    | Ewelina Antos Elżbieta Łoboziak (AZS-AWF Poznań)   | 47.37    |
| C-2 500 m   | Patrycja Mendelska Katarzyna Szperkiewicz (AZS-AWF Poznań) | 2:03.86  | Ewelina Antos Elżbieta Łoboziak (AZS-AWF Poznań)   | 2:07.04  | Patrycja Szymańska Julia Tarasiuk (AZS-AWF Poznań) | 2:08.45  |

### Mixed

#### Kajaki
| Konkurencja | Złoto                                         | Czas  | Srebro                                                    | Czas  | Brąz                                             | Czas  |
| K-2 200 m   | Adrianna Kąkol Alex Borucki (KKW 1929 Kraków) | 35.84 | Anna Mielnik Piotr Morawski (KU AZS Politechnika Opolska) | 35.92 | Julia Górska Paweł Słowiński (Zawisza Bydgoszcz) | 36.92 |

#### Kanadyjki
| Konkurencja | Złoto                                                        | Czas  | Srebro                                                  | Czas  | Brąz                                                  | Czas  |
| C-2 200 m   | Sylwia Szczerbińska Aleksander Kitewski (Cresovia Białystok) | 40.35 | Katarzyna Szperkiewicz Krystian Hołdak (AZS-AWF Poznań) | 40.63 | Patrycja Mendelska Robert Chirilenco (AZS-AWF Poznań) | 43.66 |